# 亚热乡 (革吉县)
亚热乡（藏語：ཡག་རགས་，威利转写：yag rags），是中华人民共和国西藏自治区阿里地区革吉县下辖的一个乡镇级行政单位。

## 行政区划
亚热乡下辖以下地区：
却藏村、夏玛村、罗玛村、江玛村和赛利普村。